# Kasztelania bełska
Kasztelania bełska – kasztelania mieszcząca się niegdyś w województwie bełskim, z siedzibą (kasztelem) w Bełzie.

## Kasztelanowie bełscy
| Imię i nazwisko           | Okres urzędowania                       | p.    |
| ------------------------- | --------------------------------------- | ----- |
| Dobiesław Byszowski       | (już 1464?) 1465 – 1478                 | [ 2 ] |
| Wacław Nieborowski        | 1478 – 1491                             | [ 2 ] |
| Dersław Uhnowski          | (już 1491?) 1495 – 1508 (jeszcze 1509?) | [ 2 ] |
| Jerzy Krupski             | 1509 – 1515                             | [ 2 ] |
| Mikołaj Pilecki           | 1515 – 1537                             | [ 2 ] |
| Mikołaj Sieniawski        | 1537 – 1542                             | [ 2 ] |
| Wojciech Starzechowski    | 1542 – 1554                             | [ 2 ] |
| Jan Firlej                | 1554 – 1556                             | [ 2 ] |
| Piotr Boratyński          | 1556 – 1556 (jeszcze 1558?)             | [ 2 ] |
| Andrzej Dembowski         | 1558 – 1563                             | [ 2 ] |
| Jan Herburt               | 1564 – 1564 (jeszcze 1569?)             | [ 2 ] |
| Andrzej Tęczyński         | 1569 – 1574                             | [ 2 ] |
| Paweł Uchański            | (już 1574?) 1575 – 1588                 | [ 2 ] |
| Zygmunt Zaklika Czyżowski | 1576 – 1588                             | [ 2 ] |
| Mikołaj Łysakowski        | 1585 – 1588                             | [ 2 ] |
| Florian Zamojski          | 1586 – 1588                             | [ 2 ] |
| Piotr Niszczycki          | 1588 – 1606 (jeszcze 1607?)             | [ 2 ] |
| Mikołaj Ostroróg          | 1607 – 1612                             | [ 2 ] |
| Andrzej Tęczyński         | 1612 – 1613                             | [ 3 ] |
| Jan Lipski                | 1613 – 1613                             | [ 2 ] |
| Adam Prusinowski          | 1613 – 1617                             | [ 2 ] |
| Stanisław Żurawiński      | 1617 – 1625                             | [ 2 ] |
| Maciej Leśniewski         | (już 1625?) 1626 – 1638                 | [ 2 ] |
| Andrzej Firlej            | 1638 – 1649                             | [ 2 ] |
| Daniel Maliński           | 1649 – 1661                             | [ 2 ] |
| Franciszek Myszkowski     | 1659 – 1669                             | [ 2 ] |
| Aleksander Niezabitowski  | 1669 – 1674 (jeszcze 1675?)             | [ 2 ] |
| Jan Myszkowski            | (już 1674?) 1676 – 1687                 | [ 2 ] |
| Andrzej Sierakowski       | 1687 – 1697 (jeszcze 1699?)             | [ 2 ] |
| Aleksander Łaszcz         | 1699 – 1710                             | [ 2 ] |
| Adam Bełżecki             | 1710 – 1719                             | [ 2 ] |
| Piotr Potocki             | 1720 – 1724                             | [ 2 ] |
| Józef Sołtyk              | 1724 – 1731                             | [ 2 ] |
| Józef Stadnicki           | 1731 – 1737                             | [ 2 ] |
| Józef Lipski              | 1737 – 1750                             | [ 2 ] |
| Józef Komorowski          | 1750 – 1766                             | [ 2 ] |
| Ewaryst Kuropatnicki      | 1766 – 1781                             | [ 2 ] |
| Jakub Woronicz            | 1781 – 1781 (jeszcze 1783?)             | [ 2 ] |
| Józef Komorowski          | 1783 – 1795                             | [ 2 ] |